# Aeropuerto de Coyoles
El Aeropuerto de Coyoles (IATA: CYL, OACI: MHCS) es un aeropuerto que sirve a la ciudad de Coyoles en el Departamento de Yoro en Honduras. El aeropuerto está justo al suroeste de Coyoles y a dos kilómetros al norte del Río Aguán.
A unos 18 metros del lado oriental de la pista de aterrizajehay varios edificios.
El VOR-DME de El Bonito (Ident: BTO) está localizado a  38,2 kilómetros al norte-noroeste del aeropuerto.